# Fiad
Fiad község a Dél-Dunántúli régióban, Somogy vármegyében, a Tabi járásban.

## Fekvése
A Dunántúli-dombság Somogyi-dombságában fekszik, Kaposvártól, a megyeszékhelytől körülbelül 40 kilométerre északra. A falut páratlan szép környezet veszi körül a Koppány-völgyében, az erdőségek vadban gazdagok, a vadászok kedvelt területe e táj. 

### Megközelítése
Zsáktelepülés, közúton csak a Kaposvárt Szántóddal összekötő 6505-ös útról Bonnyapusztánál nyugatra letérve érhető el, a közel 11 kilométer hosszú 65 114-es számú mellékúton.
Vasútvonal nem vezet át a községen, habár a szomszédos Kisbárapáti vasúti megállóhelye, mely a MÁV 35-ös számú, Kaposvár–Siófok-vasútvonalán található, csak 3 kilométerre van a falutól.

## Története
A környéken feltárt kelta temető arra utal, hogy a régmúltban is lakott volt a terület.
Fiad nevét az ismert írott források közül 1332-1337 évi pápai tizedjegyzék említette először, az Ugali család birtokaként. A 16. század végén, Ugali Pál halála után, Kővágóőrsi Kis György esztergomi várnagyra (1398-1401) szállt, akinek özvegye, Gutori Katalin, másodszor Csapi Andráshoz ment feleségül. 1411-ben Csapi András Zsigmond királytól adományt nyert Kővágóőrsi Kis Györgynek, a Batthyány család ősének itteni birtokaira. 1426-ban Vityai Kis László fejérkői várnagy és Gyereki Tamás: Peszei Bokor János itteni birtokait vásárolták meg. 1435-ben Rozgonyi István nyerte adományul, 1467-ben pedig a Török család birtoka volt, mely 1474-ben itteni birtokait átengedte Thapsoni Anthymus Jánosnak. 1536-ban Mérey Mihály, Nagy Ferencz, Onori László özvegye és Messer Gergely voltak a földesurai. 1563-ban a török hódoltság alatt a török kincstári fejadólajstromban már csupán 1 adóköteles házzal szerepelt. 1726-ban és 1733-ban puszta, ekkor Kenessey Péter volt a birtokosa. 1767-ben több birtokosa is volt: Vizeki Tallián János alispán, Kenessey Lázár, Péter és Sámuel, Bóné József és Pál, Solti József özvegye, Nyitray Sándor özvegye, Bordány Mihály és Ferencz, Király Pál, Vargyas Péter, Kálmán István és mások voltak a földesurai. 1776-ban Kenessey Sámuel és Lázár, 1835-ben a Magyary-Kossa és a Tóth és a Kenessey családoké volt. 1856-ban a Magyary-Kossa család volt a helység legnagyobb birtokosa. 1879-ben Magyary-Kossa Sámuel itteni birtokait Singer Bernát vásárolta meg, majd 1885-1886-ban Sauter Gusztávé lett, akitől vétel útján a veszprémi püspök birtokába került.
A környékbeli rengetegben egy időben betyárok tanyáztak, a község határának egy részét ma is Betyár-dűlőnek nevezik. Az erdőség leghíresebb betyárja Juhász András volt.

## Közélete

### Polgármesterei
- 1990–1994: Dömös József (független)[3]
- 1995–1998: Dömös József (nem ismert)[4]
- 1998–2000: Dömös József (független)[5]
- 2000–2002: Járfás Sándor (FKgP)[6][7]
- 2002–2006: Járfás Sándor (független)[8]
- 2006–2010: Járfás Sándor (független)[9]
- 2010–2014: Gyurik Attila (független)[10]
- 2014–2019: Gyurik Attila (Fidesz-KDNP)[11]
- 2019–2024: Gyurik Attila (Fidesz-KDNP)[12]
- 2024– : Gyurik Attila (Fidesz-KDNP)[1]

A településen 1994. december 11-én megtartott polgármester-választás eredménytelenül zárult, mert az első helyen két jelölt (Dömös József és Fritz Ferenc) is azonos számú szavazatot szerzett. Az 1995. június 18-án tartott időközi választáson Dömös elsöprő többséggel újította meg tisztségét. 2000. november 12-én Dömös lemondása miatt ismét időközi polgármester-választást tartottak Fiadon.

## Népesség
A település népességének változása:
| Lakosok száma | 138  | 132  | 127  | 84   | 101  | 107  | 104  |
|               | 2013 | 2014 | 2015 | 2021 | 2022 | 2023 | 2024 |

A 2011-es népszámlálás során a lakosok 84,2%-a magyarnak, 4,1% cigánynak, 2,1% németnek mondta magát (15,7% nem nyilatkozott; a kettős identitások miatt a végösszeg nagyobb lehet 100%-nál). A vallási megoszlás a következő volt: római katolikus 67,8%, református 3,4%, evangélikus 0,7%, görögkatolikus 0,7%, felekezet nélküli 8,9% (18,5% nem nyilatkozott).
2022-ben a lakosság 93,1%-a vallotta magát magyarnak, 1% cigánynak, 1% románnak, (6,9% nem nyilatkozott; a kettős identitások miatt a végösszeg nagyobb lehet 100%-nál). Vallásuk szerint 58,4% volt római katolikus, 3% református, 5% egyéb katolikus, 5,9% felekezeten kívüli (27,7% nem válaszolt).

## Nevezetességei
- A községbeli régi kúriát a Magyary-Kossa család 1824-ben építtette.

## Külső hivatkozások
- Fiad térképe Archiválva 2007. szeptember 30-i dátummal a Wayback Machine-ben